# Chiesa di Santa Lucia (Santa Luce)
La chiesa di Santa Lucia si trova a Santa Luce.

## Storia e descrizione
Nel 1372 è ricordata come succursale della vicina pieve di Sant'Angelo.
L'edificio è caratterizzato da un poderoso campanile e da un tiburio ottagonale. Un rifacimento ottocentesco, forse dovuto al terremoto del 1846, ha articolato l'interno in tre navate così che, pur non essendo di grandi dimensioni, la chiesa dà un'impressione di monumentalità. Un precedente restauro del 1755 è ricordato da un'iscrizione incisa su una pietra sullo spigolo esterno sinistro.
Nella chiesa si conservano un frammento di tavola quattrocentesca con la Madonna e il Bambino, e un monumento in marmo bianco che commemora in forme neoclassiche e con un bel corredo di elementi simbolici il santalucese Vincenzo Giuseppe Totti, morto nel 1858 in un'epidemia di colera.